# Engelsburg (Bochum)

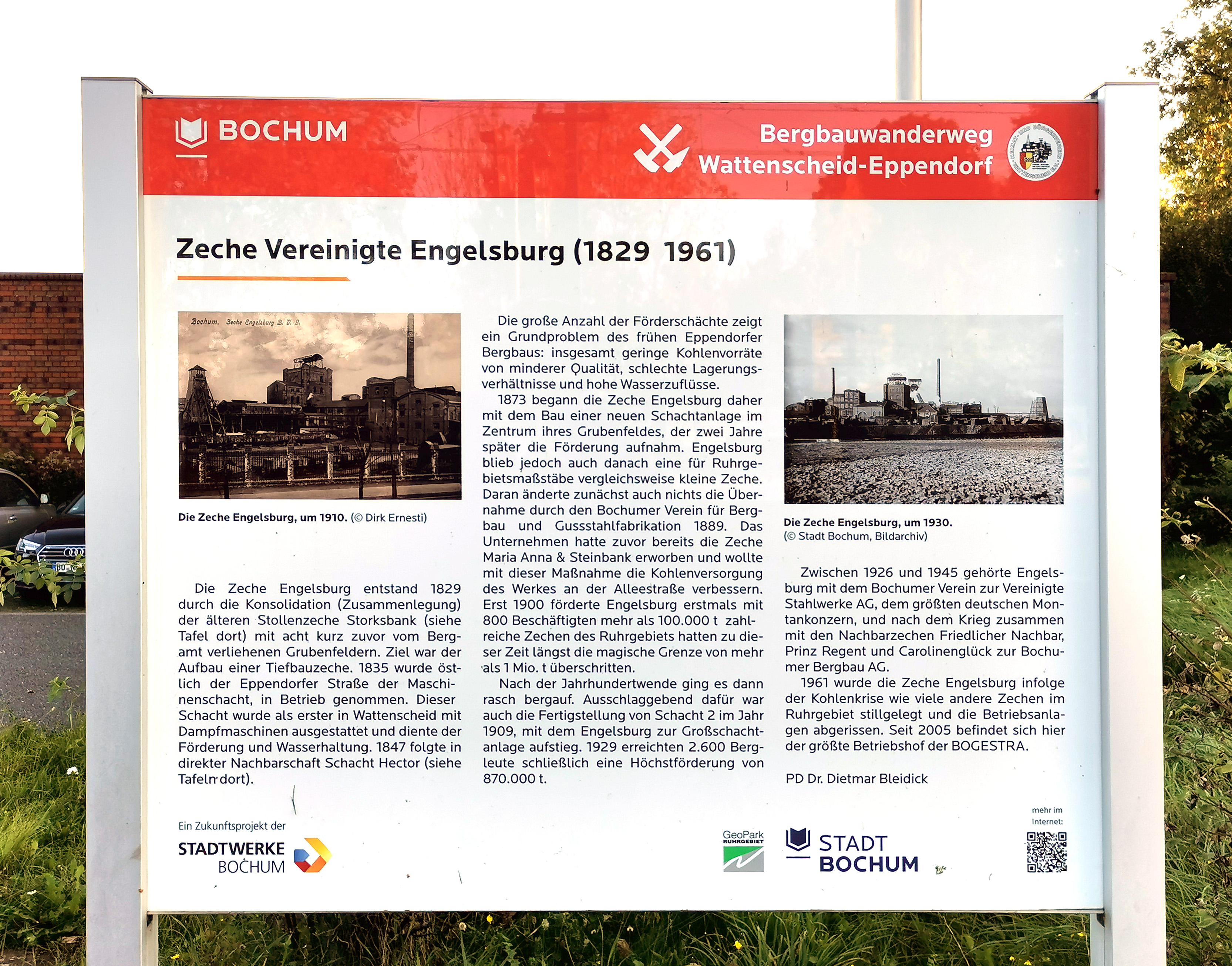
Schild zur Erinnerung an die Zeche Engelsburg, Namensgeberin des Ortsteiles

Engelsburg ist eine Ortslage im Westen von Bochum. Engelsburg stellte nie eine Verwaltungseinheit dar; der westliche Teil gehört zur ehemaligen Gemeinde Höntrop, der östliche Teil zur ehemaligen Gemeinde Eppendorf, und somit seit 1844 zum Amt Wattenscheid. Mit der Gebietsreform von 1926 wurden Teile der beiden Gemeinden zur Gemarkung Weitmar, und somit zu Bochum zugeschrieben. Die Engelsburger Geschichte ist, typisch für das Ruhrgebiet, von Kohle und Stahl, und insbesondere von dem Stahlwerk des Bochumer Vereins geprägt. Die Ortslage Engelsburg liegt im Bezirk Mitte und gehört zum Statistischen Bezirk Kruppwerke.

## Lage und Geschichte
Die Gegend bestand vor der Industrialisierung aus einzelnen Höfen am westfälischen Hellweg in den Ämtern Eppendorf und Höntrop.

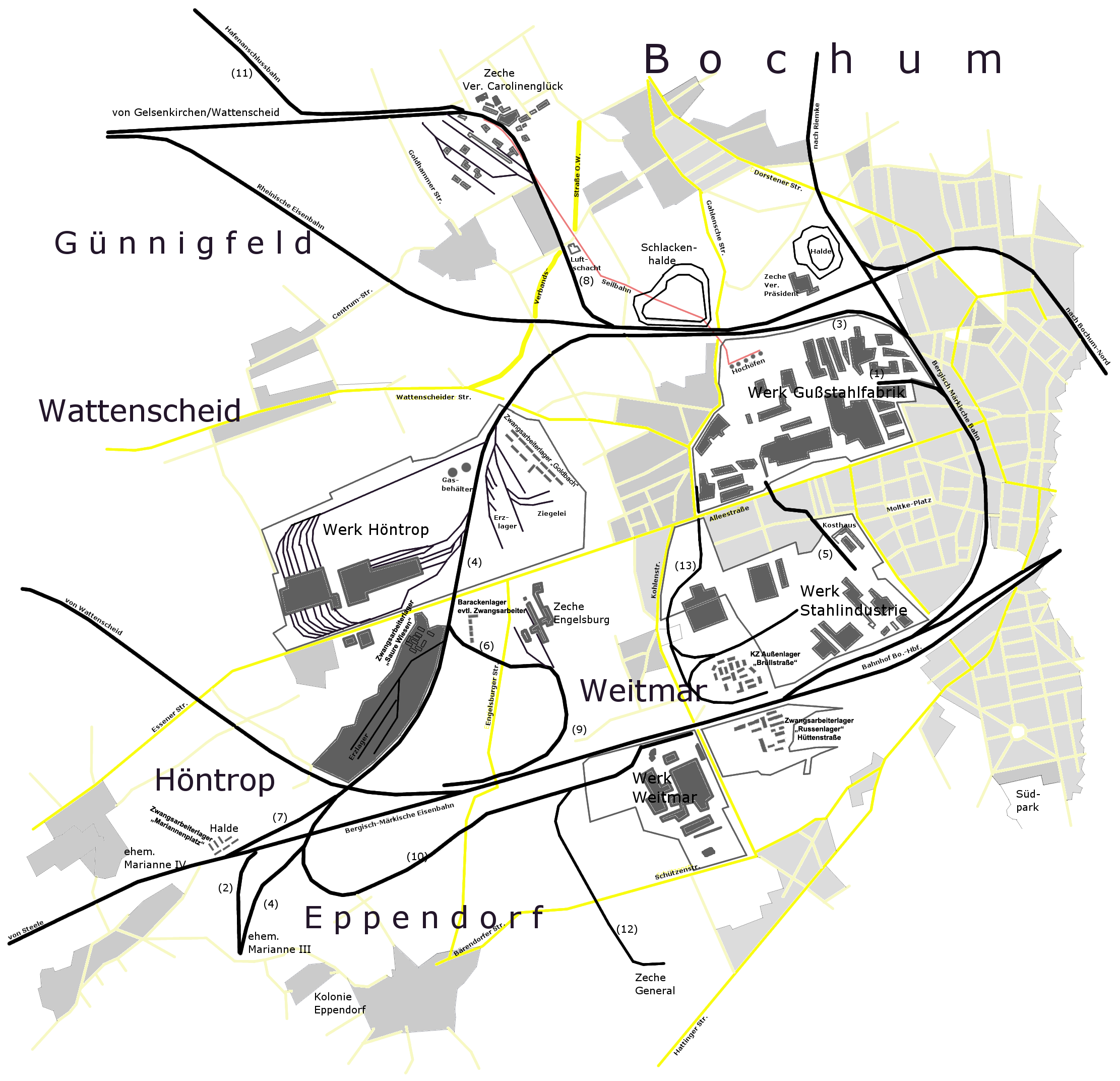
Der Bochumer Verein und seine Werksanlagen

Im Eppendorf gab es relativ weit nördlich schon im 18. Jahrhundert kleine Bergwerke wie die Zeche Storksbank. Aus diesen entwickelte sich die Zeche Engelsburg. 1875 wurde ein neuer Schacht „Engelsburg 1“ geteuft. Fortan war die Schachtanlage an der heutigen Engelsburger Straße zuhause, an deren Einmündung auf die heutige Essener Straße, im nördlichen Teil der Gemeinde Eppendorf. Durch die Angliederung des Betreibers Gesellschaft für Stahlindustrie an den Bochumer Verein im Jahr 1889 diente die Zeche zur Kohleversorgung dieses bedeutenden Stahlunternehmens.
Für die Beamten und höheren Arbeiter wurde ab 1910 an der Engelsburger Straße Wohnhäuser errichtet. Diese stehen heute als Engelsburg Nord und Engelsburg Süd als schützenswerte Siedlungen der Industrialisierung unter Denkmalschutz.
Im Osten von Höntrop entstand um 1924 ein Stahlwerk und ein Röhrenwalzwerk des Bochumer Vereins, das sogenannte Werk Höntrop, welches die Betriebsflächen des Konzerns erheblich erweiterte. Das Röhrenwalzwerk galt damals sogar als das größte der Welt. Auf der gegenüberliegenden Seite der Essener Straße wurden eine Wohnsiedlung für Werksangehörige, die sogenannte „Walzwerksiedlung“ und ein großes Verwaltungsgebäude errichtet. Architekt war der damals bekannte Wilhelm Kreis, der in Bochum auch die Sparkasse errichtete.
Mit der Auflösung des Landkreises Bochum durch das Gesetz über die Neuregelung der kommunalen Grenzen im rheinisch-westfälischen Industriebezirke wurden Eppendorf und Höntrop am 1. April 1926 nach Wattenscheid eingemeindet. Der Teil, auf dem sich das Werk Höntrop und die Arbeitersiedlung befand, kam zu Bochum. Von der Firmenspitze des Bochumer Vereins und der Stadtspitze Bochums war es der Wunsch, dass alle Betriebe des Bochumer Vereins in Bochum sein sollten. Das Werk Höntrop kam zur Gemarkung Hamme. Der südliche Teil dieser betroffenen Fläche, die Siedlung und die Bereiche der Betriebsfläche Saure Wiese wurde zur Gemarkung Weitmar hinzugefügt. Somit ergab sich die kuriose Situation, dass die Bewohner von „Weitmar Nord“ in Höntrop zur Kirche und zur Schule gingen, aber getrennt durch Eisenbahnlinien und Werksgeländen keinerlei Bezug zu Weitmar hatten.
Die Schrebergartenanlage „Engelsburg“ wurde ab 1928 angelegt.
In der NS-Zeit wurde Prominenz, die zu Besuch in Bochum war, gerne das Werk Höntrop vom Dach des Verwaltungsgebäudes gezeigt, darunter Göring und der ehemalige König von England, Edward, Duke of Windsor. Vor der Verwaltung stand die Weltausstellungsglocke von 1867, die zweitgrößte Glocke Deutschlands. Wegen einer Straßenerweiterung wurde sie vom Firmennachfolger Krupp Stahl der Stadt Bochum geschenkt und kam 1979 schließlich an ihren heutigen Platz vor dem Rathaus. Die Siedlung an der heutigen Röntgenstraße wurde auch als Werkssiedlung für den Bochumer Verein gebaut und war zuerst nach dem Direktor und Errichter des Werk Höntrops, Walter Borbet, benannt.
Im Zweiten Weltkrieg befand sich hier zwei Zwangsarbeiterlager von fünfzehn Lagern des Bochumer Verein, das Zwangsarbeiterlager Saure Wiesen, und ein Lager für die Zeche Engelsburg. Zum Schutz der Werkanlagen im Luftkrieg wurden auf einer Halde an der Bahnlinie Wattenscheid-Bochum Flakstellungen errichtet, deren Stellung man an Erdwällen noch heute erkennen kann.
Für die Beschäftigten der Zeche Engelsburg entstand in den 1950er Jahren die Siedlung Steinhagen, die in Selbsthilfe errichtet wurde. Weiterhin kamen typische Mietshäuser hinzu. Für die evangelischen und römisch-katholischen Gläubigen wurden zwei Kirchen errichtet. In der Bergarbeitertradition war die römisch-katholische Kirche dem Patronat der heiligen Barbara anvertraut. Beide Kirchen wurden inzwischen abgerissen.
Die Zeche Engelsburg war eine der ersten Großzechen, die 1961, während der Kohlekrise, in Bochum geschlossen wurde. Auf dem Gelände der Zeche Engelsburg befindet sich heute ein Betriebshof für Straßenbahnen der BOGESTRA. Die Zechenmauer an der Engelsburger Straße ist teilweise noch erhalten geblieben. An die Zeche erinnern auch etliche Informationstafeln des Bergbauwanderwegs Wattenscheid-Eppendorf. Eine Tafel steht vor dem Betriebsgelände, andere an den früheren Betriebsorten. Der Nordrand der Ortslage wird durch die BOGESTRA Straßenbahnlinien unter der Werktagswoche einschließlich Samstags durch die 310 und 305 im 15-Minuten-Takt erschlossen außer an Sonn- und Feiertagen. Die Siedlung Engelsburg und Steinhagen wird durch die Buslinien 345 bedient. 
Seit 2012 befindet sich an der Stelle des ehemaligen Lagers Saure Wiese ein Gedenkort. Der Grundriss einer Baracke ist durch Steinquader nachgestellt und einige Informationstafeln dokumentieren die Geschichte des Ortes, ergänzt wird der Gedenkort durch das Kunstwerk „Laute Stille“ von Marcus Kiel.